# Mala Moštanica
Mala Moštanica (em cirílico:Мала Моштаница) é uma vila da Sérvia localizada no município de Obrenovac, pertencente ao distrito de Belgrado, na região de Posavina. A sua população era de 1977 habitantes segundo o censo de 2009.

## Demografia
| 1948  | 1953  | 1961  | 1971 | 1981  | 1991  | 2002  |
| ----- | ----- | ----- | ---- | ----- | ----- | ----- |
| 1 085 | 1 117 | 1 139 | 999  | 1 125 | 1 265 | 1 665 |